# Aildale Hun
Aildale Hun ist ein osttimoresischer Ort im Suco Fatisi (Verwaltungsamt Laulara, Gemeinde Aileu).

## Geographie und Einrichtungen
Der Weiler Aildale Hun liegt im Nordosten der Aldeia Banro, in einer Meereshöhe von 665 m. Die Häuser liegen weit verstreut. Durch den Ort führt eine Straße, die von der Landeshauptstadt Dili im Norden in die Gemeindehauptstadt Aileu im Süden führt. In direkter Nachbarschaft von Aildale Hun befindet sich im Süden der Weiler Umanbui. Nördlich liegt in wenigen hundert Meter Entfernung im benachbarten Suco Bocolelo die nächste Grundschule. Nach Osten führt eine weitere Straße zum Weiler Donfonamo und dann weiter in den Suco Tohumeta.
In Aildale Hun befindet sich eine Klinik.